# Autonoma republiken Krim
Autonoma republiken Krim är namnet på den självstyrande delen av Ukraina som ligger på Krimhalvön. Området har sedan Rysslands annektering av området 2014 de facto varit en del av Ryssland. Krims parlament deklarerade Republiken Krims självständighet 11 mars 2014; Ryssland var då ensamma om att erkänna Krim som en suverän stat. Kort därefter upptogs Krim som en del av Ryssland. Ukraina har de facto inte längre kontroll över Krim, men anser fortfarande att Krim tillhör Ukraina, vilket erkänns och stöds av bland andra FN.
Republiken har en yta på cirka 25 500 kvadratkilometer och har omkring 2,3 miljoner invånare (år 2005). Huvudstad är/var Simferopol. Andra större städer är Sevastopol, Kertj, Jevpatorija, Jalta och Feodosija. Det största språket på halvön är ryska, följt av krimtatariska och ukrainska, men endast ukrainska hade under det ukrainska styret officiell status.

## Demografi
Sammanlagt hade halvön 2 033 700 invånare enligt folkräkningen år 2001. Folktätheten är enligt samma officiell siffra 78 personer per kvadratkilometer. Enligt uppskattning från år 2005 bodde där då cirka 2,3 miljoner.
Större städer på Krim är Simferopol (342 500 invånare år 2005), Sevastopol (360 000 invånare; bas för den rysk-ukrainska Svartahavsflottan), Kertj (152 200 invånare), Jevpatorija (105 200 invånare), Jalta (90 000 invånare) och Feodosija (69 200 invånare 2004). Andra städer är Dzjankoj, Alusjta, Krasnoperekopsk, Saky (Saki), Alupka, Armjansk, Balaklava, Bachtjisaraj, Bilohirsk (Belogorsk; Karasubazar), Staryj Krym och Sudak, med flera. Enligt en mätning bor omkring 1 274 300 personer, eller 62,7 %, i städer, medan resterande 759 400 personer, 37,3 %, bor på landsbygden. Statistiskt sett finns 16 städer, 56 samhällen och 957 byar.
Enligt folkräkningen 2001 var de viktigaste etniska grupperna ryssar (58,32 % av halvöns befolkning), ukrainare (24,32 %), krimtatarer (12,1 %), vitryssar (1,44 %), tatarer (0,54 %), armenier (0,43 %) och judar (0,22 %). Mindre grupper, om cirka 0,2 % vardera, är polacker, moldavier och azerier; grupper om cirka 0,1 % är uzbeker, koreaner, greker, tyskar, mordviner, tjuvasjer, romer, bulgarer, georgier och marier. Det finns uppskattningsvis runt 1200 krimtjaker och 800 karaimer.
Det viktigaste språket var 2001 ryska (77 % av befolkningen), därefter krimtatariska (11,4 %) och ukrainska (10,1 %). Ukrainska var fram till ockupationen det enda officiellt erkända språket av de ukrainska myndigheterna, även om ryska de facto användes även på myndighetsnivå i republiken. Skyltarna utanför parlamentets entré var på båda språken. Försöket att ukrainisera regeringsarbetet och undervisningen var mindre framgångsrikt på Krim än i andra främst ryskspråkiga delarna av Ukraina. Bland mindre språk märks tatariska, vitryska, armeniska, ungerska, polska och rumänska.
De slaviska grupperna ryssar, ukrainare och bulgarer med flera, samt greker, är främst ortodoxt kristna. Många armenier tillhör Armeniska apostoliska kyrkan. Krimtatarerna och vissa andra grupper är främst sunnimuslimer, varför Krim innan ockupationen var Ukrainas muslimska centrum. Judar, krimtjaker och karaimer hör traditionellt till den judiska religionen. Det finns även protestantiskt kristna.
Historiskt har Krim varit befolkad av en mängd folkslag, bland vilka märks goter, kallade krimgoter, från omkring 250 f.Kr. fram till 1700-talet samt av krimtatarer från 1400-talet. Enligt den sovjetiska folkräkningen 1939 hade Krim 1 126 429 invånare, varav 51,5 procent var ryssar och 25,9 procent krimtatarer. Enligt folkräkningen 1989 uppgick krimtatarerna på Krim till endast 38 000 personer, detta efter att de åter börjat återvända efter exilen i Centralasien.
Befolkningen avtog från uppskattningsvis 2 549 800 år 1991 till 2 033 700 år 2001. Antalet födslar per år minskade från 32 600 år 1990 till 15 200 år 2000. Orsaken är den ekonomiska recessionen på 1990-talet, som medfört ett antal sociala problem (se vidare under ekonomi).
Det saknas aktuell demografisk information om Krim, men många ukrainare och krimtatarer har lämnad Krim och nya ryssar har flyttat till efter 2014, varför språk- och befolkningsfördelningen från 2001/2005 inte längre är aktuell.

## Administration
Den geopolitiska entiteten Krim var en autonom parlamentarisk republik inom Ukraina. Det lagstiftande organet var parlamentet ("Krims högsta råd"), med hundra ledamöter. Detta antog beslut och resolutioner föreskrivna att verkställas inom republiken. Det exekutiva organet representerades av ministerrådet, det vill säga regeringen, som ledes av premiärministern, och som var ansvarig inför och tillsattes och avsattes av parlamentet med den ukrainska presidentens godkännande. Enligt den officiella ukrainska definitionen bestämdes auktoriteten hos, utformningen av och verksamheten i parlamentet av den ukrainska konstitutionen och ukrainska lagar samt enligt normativa legala handlingar utfärdade av parlamentet i ärenden som ansågs ligga inom dess juridiska kompetensområde. Republiken saknade sedan 1995 president och nominell statschef var Ukrainas president. Republiken hade egen flagga och statsvapen samt en egen konstitution, men lagarna var anpassade efter den ukrainska konstitutionen och sedan det ukrainska parlamentet 1994 hotat att upplösa Krims autonoma status fattades inga beslut i Krim som stred mot ukrainsk lagstiftning.
Territoriellt innefattade republiken förutom själva halvön (undantaget Sevastopol kommun) ön Tuzla i Kertjsundet (detta bestreds dock av Ryssland) samt flera mindre öar i Syvasj. Många av öarna i Syvasj hörde dock till Cherson oblast, däribland ön Tjutuk samt norra delen av landtungan Arabatnäset. 
Från 6 april 2004 gällde att landsråden väldes genom majoritetsval och att lokalråd och parlamentet väldes genom proportionella val med partilistor med en undre gräns på 3 procents väljarstöd för representation. Val skedde vart fjärde år. Representationen i valen skede genom att varje administrativ enhet stod för ett visst antal av de 100 ledamöterna i parlamentet så att varje ledamot bakom sig hade mellan 13 500 och 16 500 röstande (exempelvis representerades Simferopols stadskommun av 18 ledamöter, Kertj av 9, Jalta och Simferopol rajoner av 7 var, Jevpatorija och Feodosija av 5 var).
Rättssystemet var helt förenligt med det ukrainska och domstolarna tillhörde det gemensamma ukrainska domstolsväsendet.

## Politik
I det ukrainska presidentvalet den 26 december 2004 röstade 82 procent av befolkningen på Krim för Viktor Janukovytj (i Sevastopol var den siffran 89 procent). Då den andre presidentkandidaten Viktor Jusjtjenko sedermera blev president är denne i egenskap av den befattningen även nominell statschef i republiken Krim. 
Allmänt lokalval hölls på Krim den 26 mars 2006. Den 12 maj 2006 valdes Anatolij Pavlovytj Hrytsenko till ny talman i Krims parlament efter Boris Davydovytj Dejtj, som suttit sedan 29 april 2002. Den 2 juni godkändes Viktor Plakida, ägare till ett energibolag, till att efterträda Anatolij Burdjuhov som premiärminister av 75 av 93 ledamöter i parlamentet, efter att president Jusjtjenko preliminärt godkänt honom 29 maj. Burdjuhov hade suttit sedan 23 september 2005 och var tidigare ledamot av Ukrainas riksbank.
Krim styrdes enligt uppgift daterad 29 maj 2006 av en majoritetskoalition bestående av fem partier i parlamentet: "För Janukovytj" (44 ledamöter), "Unionen" (10 ledamöter), kommunistpartiet (9 ledamöter), det proryska vänsterpartiet "Natalia Vitrenkos block" (7 ledamöter) samt "Ne Tak-blocket" (4 ledamöter). Dessa partier förenas politiskt av avståndstagande från den sittande (2006) regeringen i Kiev. Det finns tre viktigare oppositionspartier, som sammanlagt har 26 ledamöter: "Serhij Kunitsyns block" (10 ledamöter), "Julia Tymosjenkos block" (8 ledamöter) samt "Ruch", ett västvänligt konservativt ukrainskt parti (8 ledamöter).

## Krims ukrainska historia
Den 19 februari 1954 överfördes Krim oblast från RSFSR till Ukrainska SSR, enligt Högsta sovjets dekret på grund av "geografisk, ekonomisk och kulturell närhet till Ukraina". Överlåtelsen presenterades av den i Ukraina uppväxta sovjetledaren Nikita Chrusjtjov som en gåva till Ukraina[källa behövs] på årsdagen 300 år efter fördraget i Perejaslav 1654 då det kosackiska Ukraina övergick från Polen till Ryssland.
Överlämnandet bröt mot de dåvarande konstitutionerna för RSFSR (från 1937) och Sovjetunionen (från 1936). De instanser inom RSFSR som fattade besluten hade enligt republikens dåvarande grundlag inga befogenheter för att göra detta. Enda sättet att ändra RSFSR:s territorium skulle ha varit en folkomröstning inom RSFSR, vilket inte genomfördes. Staden Sevastopol hade dessutom genom en ukas den 29 oktober 1948 klassats som underställt republikanskt styre (d.v.s. direkt under Moskva) och hade egen administration och budget. Enligt den ryska sidan idag omfattades inte Sevastopol av överlämnandetexten från 1954.
Krimtatarerna återfick gradvis vissa av sina rättigheter efter Stalins död 1953. Slutligen fick de den 5 september 1967 officiellt erkännande och var då inte längre att betrakta som förrädare. Då var flertalet bosatta i Uzbekiska SSR och de fick inte lov att återvända till Krim förrän den 14 november 1989. På fyra år återvände cirka 250 000 krimtatarer, vilket är ungefär hälften av det totala antalet i det forna Sovjet.[källa behövs]

### I det självständiga Ukraina (fram till 2014)
I en folkomröstning den 20 januari 1991 röstade 93,26% för att skapa Autonoma socialistiska sovjetrepubliken Krim oberoende från Ukraina. 81,37% av Krims befolkning deltog i folkomröstningen. Den 26 juni bildade krimtatarerna ett politiskt råd i Simferopol för att företräda det krimtatariska folket. Överlåtelsen av Krim till Ukrainska SSR innebar att halvön de jure blev del av Ukraina vid dettas självständighet 24 augusti 1991 efter Sovjetunionens kollaps. Stora delar av den ryska majoritetsbefolkningen på halvön motsatte sig detta, vilket ledde till spänningar mellan Ryssland och Ukraina. I folkomröstningen den 1 december 1991 om Ukrainas självständighet röstade dock en majoritet (54,19%) av Krims befolkning för självständighet. Då den forna sovjetiska svartahavsflottan, som tingades av båda länderna, opererade från halvön fanns en viss oro för väpnade skärmytslingar. Krim förklarade självstyre den 5 maj 1992 och en ny konstitution som avskaffade de sovjetiska epiteten genomfördes av parlamentet i Simferopol. Efter protester från det ukrainska parlamentet ändrades dagen därpå konstitutionen till att uttrycka att Krim ingick som en autonom republik i Ukraina. Staden Sevastopol, med den rysk-ukrainska flottbasen, fick särskild administrativ status.
Den 30 januari 1994 valdes ryssen Jurij Mesjkov, som propagerade Krims närhet till Ryssland, till Krims president. I september hade en maktkamp mellan presidenten och parlamentet utbrutit. Efter upprepande krav från det ukrainska parlamentet i Kiev att lagstiftningen i Krim skulle underställas den ukrainska hotade Ukraina att dra tillbaka Krims autonoma status helt och i november upplöste det ukrainska parlamentet flera lagar som stadfästs i Krim. Den 17 mars 1995 avvecklades den krimska presidentposten av det ukrainska parlamentet.
Efter Sovjetunionens upplösning fortgick konflikter mellan Ukraina och Ryssland angående Sevastopols och svartahavsflottans tillhörighet. Ett vänskapsavtal mellan Ryssland och Ukraina slöts 1997, i och med vilket Ryssland sedan dess hyrt en plats i militärhamnen i Sevastopol. Avtalet löpte på tjugo år och skulle ha löpt ut 2017. Gränsdragningen i Kertjsundet är fortfarande omstridd. Den 23 december 1998 antogs Autonoma republiken Krim sin konstitution, vilken erkände Krim som en autonom republik inom Ukraina.
Efter att Viktor Jusjtjenko vunnit det ukrainska presidentvalet den 21 november 2004, där 82 procent av befolkningen på Krim röstade för dennes motståndare Viktor Janukovytj, lät den förre byta ut all myndighetspersonal på Krim, för att "byta ut regimen och dess representanter".
När amerikansk trupp landsattes i hamnen i Feodosija i juni 2006 gav detta upphov till stora demonstrationer i staden. Protesterna riktade sig mot den amerikanska militära närvaron, vilken sågs som ett brott mot konstitutionen då Krims parlament ej godkänt det, samt mot NATO och den ukrainske presidenten Viktor Jusjtjenkos planer på att få Ukraina med i försvarsalliansen.

### Krimkrisen 2014
1995–2014 styrdes Krim av ett folkvalt styre. 27 februari 2014 etablerades en utbrytarregering i Krimrepubliken, i protest mot oppositionens maktövertagande på nationell nivå (se Euromajdan).
27 februari ockuperade ett antal maskerade män ett antal viktiga byggnader på Krim, inklusive parlamentsbyggnaden och två flygplatser. De förstörde nästan all telekommunikationsutrustning och Internetförbindelser mellan Krim och övriga Ukraina.
Medan parlamentsbyggnaden var under belägring, avskedade parlamentet den lokala regeringen och ersatte ordföranden för det lokala ministerrådet (ibland benämnd som Krims premiärminister) Anatolyi Mohyljov med Sergej Aksionov. De ryska trupperna som var stationerade på Krim enligt ett bilateralt avtal förstärktes, och två fartyg från den ryska Baltiska flottan kränkte ukrainskt vatten.
Den nya Krim-regimen bildade 11 mars Republiken Krim och utlyste en folkomröstning om större autonomi för Krim republiken. Krims parlamentet deklarerad efter valet republikens självständighet 11 mars 2014. Beslutet var nästan enhälligt, och erkändes 18 mars av Ryssland som senare annekterade Krim och upptog halvön i den Ryska federationen.

## Administrativ indelning
Krim indelas administrativt i 25 regioner: 14 rajoner, med främst landsbygd, och 11 stadskommuner (officiellt "territorier styrda av stadsråd"), som styrs av stadsråd och främst innefattar stadsbebyggelse men även städers omgivningar. Varje region består av storstads-, stads- och bysamhällen. Rajonernas borgmästare utses av Ukrainas president på inrådan av Krims premiärminister; stadskommunernas borgmästare utses i allmänna val. Området kring staden Sevastopol är en ukrainsk kommun med speciell administrativ status och räknas inte som en del av republiken Krim. 

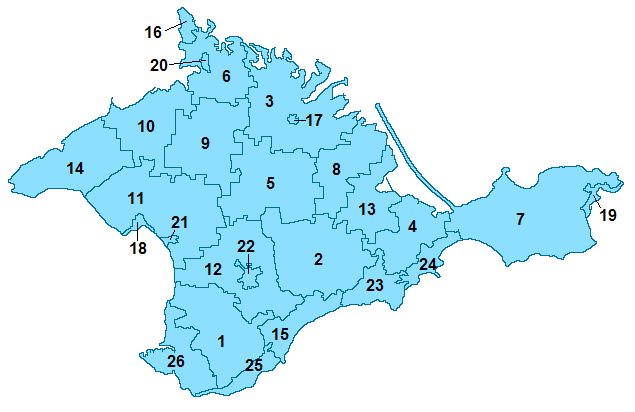
Republikens administrativa indelning

- Rajoner:

1. Bachtjisaraj rajon
2. Bilohirsk rajon
3. Dzjankoj rajon
4. Kirovske rajon
5. Krasnohvardijske rajon
6. Krasnoperekopsk rajon
7. Lenine rajon
8. Nizjnohirskyj rajon
9. Pervomajske rajon
10. Rozdolne rajon
11. Saky rajon
12. Simferopol rajon
13. Sovjetskyj rajon
14. Tjornomorske rajon
- Stadskommuner:

15. Alusjta kommun
16. Armjansk kommun
17. Dzjankoj kommun
18. Jevpatorija kommun
19. Kertj kommun
20. Krasnoperekopsk kommun
21. Saky kommun
22. Simferopol kommun
23. Sudak kommun
24. Feodosija kommun
25. Jalta kommun
26. Sevastopol kommun (särskild status)